# Kleinreuth hinter der Veste

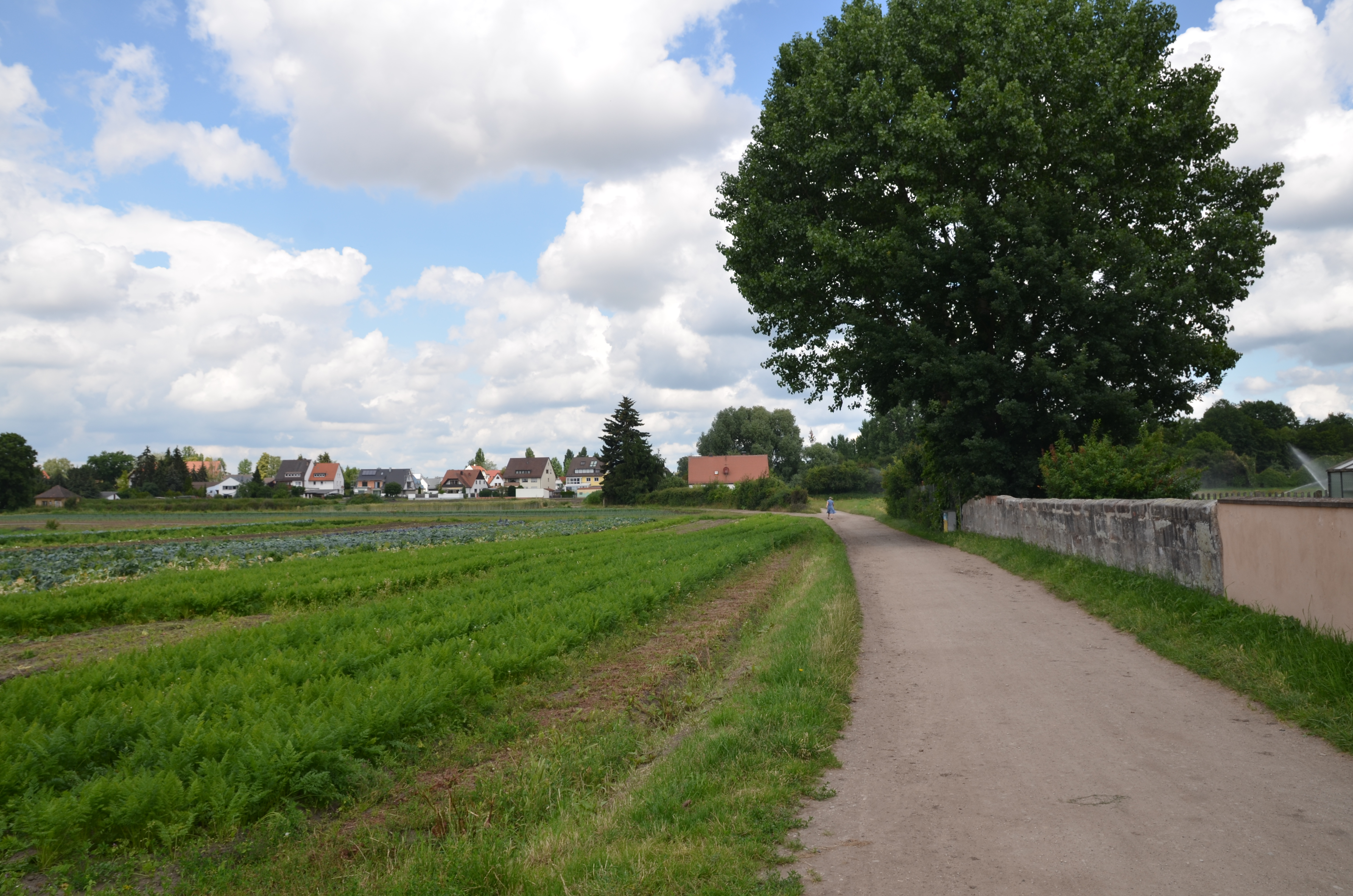
Freiraumverbindung in Kleinreuth h.d. Veste, Verlängerung der Rollner Straße in nördliche Richtung (2013)

Kleinreuth hinter der Veste ist ein Stadtteil im Norden von Nürnberg und auch der Name der Gemarkung 3436 und des statistischen Distrikts 741.

## Lage
Die Gemarkung 3436 besteht aus einem nördlichen Teil zwischen Thon und Marienbergpark, nördlich der Kilianstraße und einem südlichen Teil, dem Stadtteil Nordbahnhof.
Der Distrikt 741 ist der nordöstliche Teil des statischen Bezirks Thon, der Nordbahnhof nicht enthält.

## Geschichte
Der Ort entstand auf einer Rodung, die im 11./12. Jahrhundert vom Nürnberger Königshof durchgeführt wurde; daher auch der Namensbestandteil -reuth für Rodung. Der Zusatz hinter der Veste, der zur Unterscheidung von Kleinreuth bei Schweinau nötig wurde, weist auf die Lage außerhalb der Stadtmauern, nördlich der Burg hin. Dieses Gebiet wurde vom Landpflegamt der Reichsstadt Nürnberg verwaltet.
Gegen Ende des 18. Jahrhunderts bestand Kleinreuth hinter der Veste aus 38 Anwesen. Das Hochgericht übte die Reichsstadt Nürnberg aus, was aber vom brandenburg-bayreuthischen Oberamt Baiersdorf bestritten wurde. Die Dorf- und Gemeindeherrschaft hatte das Landpflegeamt der Reichsstadt Nürnberg. Grundherren waren das Kastenamt Cadolzburg (1 Wirtshaus, 1 Gut, 2 Gütlein, 2 Häuser), das Spitalamt der Reichsstadt Nürnberg (1 Halbhof, 2 Güter, 4 Gütlein) und die Nürnberger Eigenherren von Fürer (2 Güter, 1 Gütlein), von Grundherr (1 Gut), von Haller (1 Gütlein), von Holzschuher (1 Gütlein), von Praun (2 Viertelhöfe), von Scheurl (1 Gut), von Stromer (1 Gut), von Tucher (5 Güter, 6 Gütlein, 1 Schmiede). Das Hirten- und das Schulhaus unterstanden der Gemeinde.
1796 kam Kleinreuth hinter der Veste an Preußen und wurde vom Justiz- und Kammeramt Erlangen verwaltet, 1810 kam es an Bayern. Im Rahmen des Gemeindeedikts wurde 1813 der Steuerdistrikt und die Ruralgemeinde Großreuth hinter der Veste gebildet, zu dem bzw. zu der auch Kleinreuth hinter der Veste gehörte. Mit dem Zweiten Gemeindeedikt (1818) entstand die Ruralgemeinde Kleinreuth, zu der Neuhaus gehörte. Sie war in Verwaltung und Gerichtsbarkeit dem Landgericht Erlangen zugeordnet und in der Finanzverwaltung dem Rentamt Erlangen. In der freiwilligen Gerichtsbarkeit unterstanden 2 Anwesen von 1822 bis 1834 dem Patrimonialgericht (PG) Almoshof (v. Holzschuher), 1 Anwesen von 1822 bis 1828 dem Patrimonialgericht (PG) Almoshof (v. Praun), 1 Anwesen von 1821 bis 1848 dem PG Gebersdorf, 1 Anwesen von 1821 bis 1836 dem PG Leyh, 14 Anwesen von 1823 bis 1835 dem PG Lohe und 1 Anwesen von 1822 bis 1835 dem PG Lohe und Behringersdorf. 1826 wurde Kleinreuth dem Landgericht Nürnberg (1879 in Amtsgericht Nürnberg umbenannt) und dem Rentamt Nürnberg überwiesen (1919 in Finanzamt Nürnberg umbenannt). Ab 1862 gehörte Kleinreuth hinter der Veste zum neu geschaffenen Bezirksamt Nürnberg. Die Gemeinde hatte 1888 eine Gebietsfläche von 1,007 km².
Am 1. Januar 1899 wurde Kleinreuth in die Stadt Nürnberg eingegliedert.

## Baudenkmäler
- Wohnhäuser
- Ehemalige Bauernhofanlage

## Einwohnerentwicklung
Gemeinde Kleinreuth hinter der Veste
| Jahr      | 1818   | 1840   | 1852   | 1855   | 1861   | 1867   | 1871   | 1875   | 1880   | 1885  | 1890   | 1895   | 1900   |
| Einwohner | 185    | 247    | 266    | 250    | 244    | 295    | 382    | 573    | 862    | 981   | 1025   | 1053   | 1428   |
| Häuser    | 42     | 43     |        |        |        |        | 55     |        |        | 94    |        |        | 119    |
| Quelle    | [ 11 ] | [ 12 ] | [ 13 ] | [ 14 ] | [ 13 ] | [ 13 ] | [ 15 ] | [ 13 ] | [ 13 ] | [ 7 ] | [ 13 ] | [ 13 ] | [ 16 ] |

Ort Kleinreuth hinter der Veste
| Jahr      | 001818 | 001840 | 001861 | 001871 | 001885 |
| Einwohner | 185    | 240    | 237    | 356    | 964    |
| Häuser    | 42     | 42     |        |        | 93     |
| Quelle    | [ 11 ] | [ 12 ] | [ 14 ] | [ 15 ] | [ 7 ]  |

## Religion
Der Ort ist seit der Reformation evangelisch-lutherisch geprägt und war ursprünglich nach St. Sebald gepfarrt, später nach St. Johannis und aktuell nach St. Andreas. Die Einwohner römisch-katholischer Konfession sind nach St. Clemens gepfarrt.